# Persecuția creștinilor sub Dioclețian

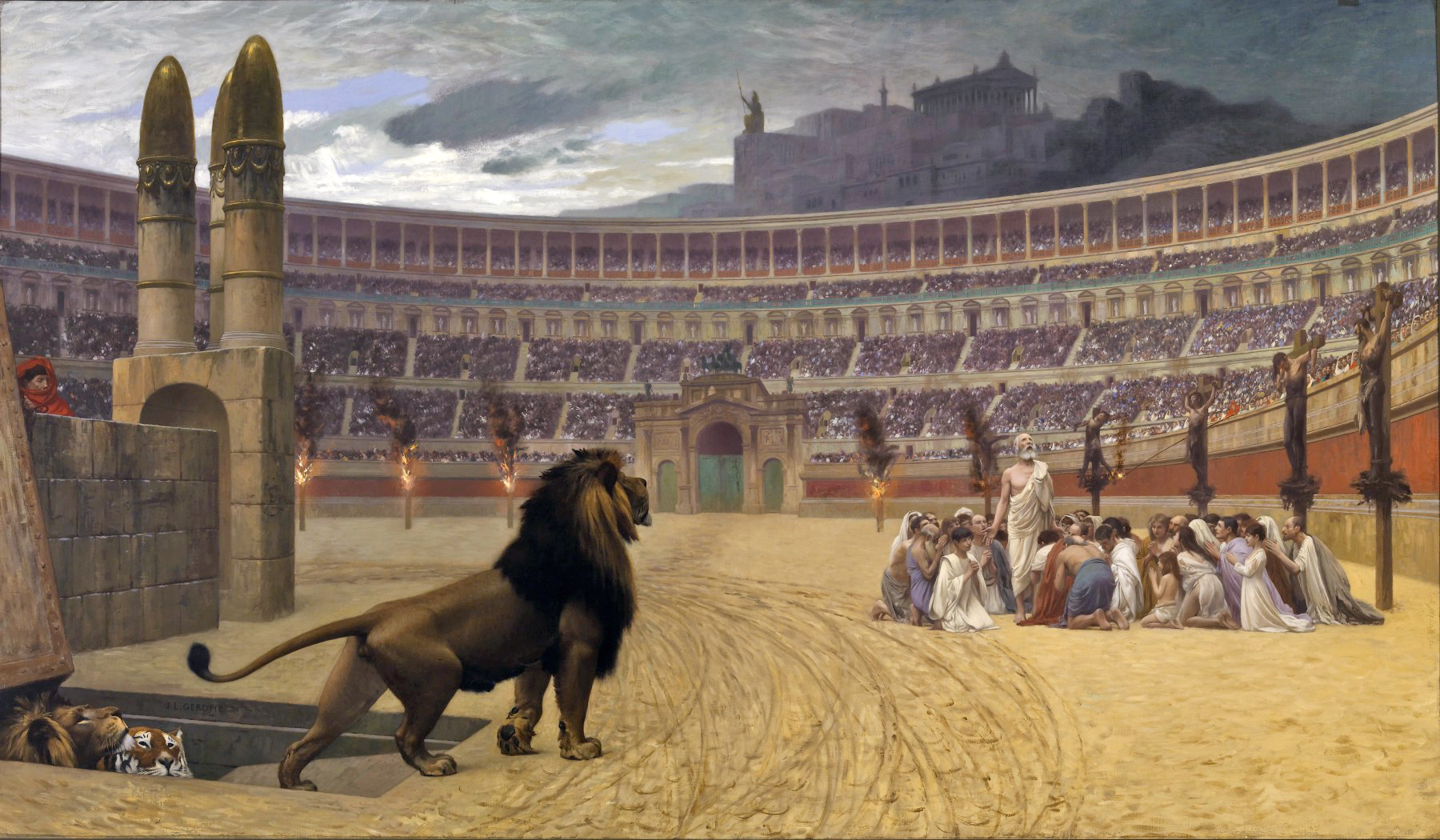
Martiriul creștinilor. Ultima Rugăciune, de Jean-Léon Gérôme (1883)

Persecuția creștinilor sub Dioclețian (sau Marea Persecuție) a fost cea mai severă dintre persecuțiile împotriva creștinilor din timpul Imperiului Roman.
În anul 303 împăratul Dioclețian împreună cu tetrarhii Maximian, Galerius și Constantius Chlorus au emis o serie de edicte de revocare a drepturilor legale ale creștinilor și le cereau acestora să respecte practicile religioase tradiționale din Roma antică (printre care închinarea la statuile zeilor din temple și aducerea de jertfe acestora). Mai târziu, edictele vizau clerul creștin și impuneau sacrificii universale, prin care toți locuitorii imperiului urmau să facă sacrificii zeilor oficiali. Persecuția a variat în intensitate pe cuprinsul teritoriului imperiului - cea mai indulgentă formă de persecuție a fost în Galia și Britannia, unde doar prima parte a edictului a fost aplicată. Cea mai acerbă persecuție a fost în provinciile orientale.
Creștinii au fost întotdeauna obiectul unor discriminări locale în imperiu, dar împărații timpurii au fost reticenți în a emite legi generale împotriva lor. Acesta a fost situația până în jurul anului 250, când sub conducerea lui Decius și Valerian au fost emise legi contra creștinilor. În conformitate cu noua legislație, creștinii au fost obligați să facă sacrificii zeilor păgâni sub amenințarea cu închisoarea și apoi execuția. După ascensiunea la putere a lui Gallienus, în 260, aceste legi au fost suspendate.
Venirea la putere a lui Dioclețian în 284 nu a fost marcată imediat de o creștere a intransigenței față de creștinism, dar s-a început o modificare treptată a atitudinii oficiale față de minoritățile religioase. În primii cincisprezece ani ai domniei sale, Dioclețian a epurat armata romană de creștini, a condamnat maniheismul și s-a înconjurat cu adversarii publici ai creștinismului. În iarna anului 302 Galerius a cerut lui Dioclețian să înceapă o persecuție generală contra creștinilor. Dioclețian a fost precaut și a mers la Oracolul lui Apollo pentru a cere îndrumare. Răspunsul oracolului lui  Apollo a fost interpretat ca o susținere a poziției lui Galerius, astfel încât persecuția generală a început pe 24 februarie 303. Preferința lui Dioclețian pentru un guvern activist, combinat cu imaginea de sine ca restaurator al gloriei trecutului roman, a dus la cea mai mare persecuție din istoria romană.
Legile persecuției au fost abrogate de diferiți împărați în momente diferite, dar Edictul din Milan al lui Constantin și Licinius (313) marchează în mod tradițional sfârșitul persecuției, dar monografiile istorice precizează că Galerius a emis un edict de toleranță în 311:
„Tot atunci, situația creștinilor în Imperiu avea să se schimbe cu totul, fără vreo intervenție în acest sens din partea lui Constantin. Adevăratul edict de toleranță a fost emis în 311, de Galerius. El proclama recunoașterea creștinismului ca religie și dădea creștinilor dreptul de a se întruni, sub condiția de a nu tulbura ordinea publică; în schimb, creștinii aveau datoria să se roage zeului lor pentru prosperitatea împăratului și a statului roman. Explicația emiterii acestui edict, surprinzător dacă ne gândim că mai înainte de anul 311, Galerius îi persecutase cu asprime pe creștini, trebuie căutată, poate, în starea de derută în care acesta se găsea în acel moment, atins fiind de o boală necruțătoare, de pe urma căreia avea să și moară în scurtă vreme: este de crezut, de asemenea, că romanii începuseră să se sature de atâtea persecuții, vădit zadarnice, împotriva creștinilor. Oricum, adevăratul edict de toleranță este cel al lui Galerius, iar tradiția care stăruie să-i transfere meritul asupra așa numitului - în chip impropriu, cum vom vedea - «edict din Milan» nu este conformă cu realitatea.”—Paul Lemerle, Istoria Bizanțului